# Stjepan Kukuruzović
Stjepan Kukuruzović (Thun, Švicarska, 7. lipnja 1989.), hrvatski nogometaš, koji trenutačno igra za švicarski Lausanne-Sport. Igra na poziciji veznog igrača.
Karijeru je započeo u švicarskom Thunu. Potom je igrao za Zürich, s kojim je 2011. godine igrao u kvalifikacijama za Ligu prvaka. Godine 2014. prelazi u Ferencváros gdje se zadržava samo jednu sezonu. 

## Vanjske poveznice
- Profil na Transfermarktu
- Profil na Soccerwayu